# Ronde van Frankrijk 2006/Vierde etappe
De vierde etappe van de Ronde van Frankrijk 2006 werd verreden op 5 juli 2006 tussen Hoei en Saint-Quentin.

## Verloop
In de vierde etappe werd een massasprint verwacht. Al vrij snel ontstond er een kopgroep van vijf renners. De sprintersploegen, op aanvoeren van Quick·Step - Innergetic, controleerden de wedstrijd in de achtergrond. In de laatste kilometers werden de renners van de kopgroep dan ook opgepeuzeld. Een massasprint was de uitkomst en McEwen kwam er overduidelijk uit als de sterkste, uitstekend naar voren geleid door Gert Steegmans. Galvez werd op enkele fietslengtes tweede, ondanks een val in de laatste tien kilometer. Freire werd derde en Boonen vierde na declassering van Hushovd, omdat deze Eisel hinderde in de sprint. Boonen blijft in het geel maar verloor zijn groene trui aan McEwen.
Proloog ·
1e etappe ·
2e etappe ·
3e etappe ·
4e etappe ·
5e etappe ·
6e etappe ·
7e etappe ·
8e etappe ·
9e etappe ·
10e etappe ·
11e etappe ·
12e etappe ·
13e etappe ·
14e etappe ·
15e etappe ·
16e etappe ·
17e etappe ·
18e etappe ·
19e etappe ·
20e etappe
Startlijst · Eindstanden · Afbeeldingen